# Paul Burgess (musiker)
Paul Burgess, född 28 september 1950 i Manchester, är en brittisk rocktrummis. Han har samarbetat med många kända band, bland andra 10cc, Jethro Tull och Camel.